# 桂ヒナギク
桂 ヒナギク（かつら ヒナギク、桂 雛菊、クイ・チュウチュイ）は、畑健二郎の漫画作品およびそれを原作とするアニメならびに台湾ドラマ『ハヤテのごとく!』に登場する架空の人物で同作品のヒロインの一人。アニメでの声優は伊藤静。台湾ドラマ版での出演はエイジン・リー。
なお、当該作中登場人物の一人である西沢歩については、作中では主に「西沢さん」の呼称が用いられるが、本項では以下「歩」と表記する。

## プロフィール
- 誕生日：3月3日
- 血液型：O型
- 年齢：16歳（初登場時15歳）
- 身長：161cm
- 体重：45kg

## 人物像
ハヤテやナギと同学年。白皇学院高等部の特待生で、1年生のときから生徒会長を務め、教師で12歳年上の姉の雪路よりも出来がいいと評判である。家族構成は義父、義母、実姉・雪路。カレーとハンバーグが好物で、梅干など酸っぱいものが苦手。料理も得意で、腕前は高い。運動能力も相当に高く、マラソン大会では全6種目に出場し、自由型以外1年女子優勝を総なめにしている。成績も飛び級のナギに引けをとらず、クイズでも次々正解を叩き出す（アニメ第1期第50話）など、何事にも努力を惜しまない努力家であり、苦手な物・事もほとんど克服した、いわゆる完璧超人。マリアは「才色兼備のスーパー美少女」と評している。
生徒会長になったのは、愛歌がヒナギクを生徒会長に推薦したため（生徒会長に推薦した一番の理由は、「ヒナギクが高所恐怖症だから」）。生徒会長としては、生徒会の仕事が多い上に泉などお気楽なクラス委員を抱えて気苦労が絶えないが、学校中から絶大な人気を集めている。初対面の文の名前を知っていたことなどから、1000人くらいいるという全校生徒の顔と名前を把握していると見られる。休日に生徒会室で仕事をしていたり、春休み中にも何度か制服姿で現れている。剣道部の部長を務め、現在は鷺ノ宮家の家宝である名匠正宗作の木刀・正宗と「王族の庭城（ロイヤル・ガーデン）」に存在した「王の剣」白桜を使いこなす。運動嫌いのナギも彼女に憧れて入部した。小説版第1弾では体術も披露している。かなりの身体能力を持つ雪路にケンカで負けたことがなく、竹刀を用いてアニメ第1期第27話では野々原楓に、アニメ第1期第39話では魔法使い状態のキリカに勝った。
活動的なためか、スカートの下にはスパッツを着用することが多い。実際にはお気に入りはオレンジのフリルの付いた下着なのだが、着替えシーンを見た美希に「あまり似合っていない」と評された。また、いつも左前髪に黄色のヘアピンをつけている。髪の色は原作は朱色に近いピンク（台詞では「赤毛」）で、アニメ1期ではライトピンク、2期ではホットピンク。瞳は黄色。アニメ第1期では執事服姿（他の執事の執事服とはかなり異なる）も披露した。
本人曰く、雪路と区別するためにみな下の名前で呼ぶそうだが、男子で下の名前で呼ぶのはハヤテくらいで、彼女のファンである康太郎を始め剣道部部員の男子達はハヤテに嫉妬している。女子からは「ヒナ」「ヒナちゃん」「ヒナさん」「会長さん」などと呼ばれることが多い。
16歳ながら13歳で発育不全気味のナギに「胸の大きさは私と似たようなもんだ!」と言われるほどの貧乳で、そのことで若干コンプレックスを抱いている。意識的に牛乳などを飲んでいるようだが、第12巻おまけページにて紫子に「ムダな努力!!」と笑顔で断言された他、作者・畑も『ハヤテのごとく!公式ガイドブック』で同様の趣旨のコメントをしている（Twitterの質問でも「胸の成長の余地はあるのか？」と聞かれた際、「ないです」と断言したほど。）。加えて、作者は2009年1月にコトブキヤより発売された水着姿のフィギュアが、胸の膨らみがほとんど無い状態で、設定に限りなく「忠実」に作られていることを絶賛している。また、このことは様々なアニメ雑誌でも取り上げられている。
1年時はハヤテ・ナギとは別のクラスだったが、2年進級時には姉の雪路が担任で、ハヤテ・ナギ・生徒会3人娘・愛歌・千桜と同じクラスになる。
第28巻では、アリス（アテネ）にハヤテへの自分の気持ちを知られてしまい、半ば強引にムラサキノヤカタの賃借入居者第二号となる。
2015年に放映されたテレビアニメ『それが声優!』第10話ラストシーンにて、後ろ姿ではあるが登場している。

## 性格
男より男らしい（=かっこいい）性格のため男女問わず憧れられており、バレンタインデーには美希を始めとした女の子から毎年大量のチョコを貰っている。しかし、当の本人は自分が男らしい事が悩みとなっている。美希が言うには昔に比べると多少は女の子らしくなったようで、昔は美希の頭にガムをつけた男の子3人を1人で懲らしめ、最終的には美希が泣きながら止めに入ったりしている。フリフリのドレスなども義母の好みで家に用意されているが、本人はそういった服は着ない。服装の似合い方について作者は「ハヤテとは真逆」と述べている。口調については歩や泉が「-だね」と言うところを必ず「-よね」にするなど主要人物の中では話し方は最も女の子らしいと言える。そのため、ナギや美希、歩と異なり、男口調で話したことは一度もない。これ以外にも可愛らしい面もあるが、そういったヒナギクの面が好きなのは千桜くらいである。
恋愛感情には鈍感な方で、5歳の時に慕っていた両親の失踪（詳細は桂雪路を参照）がトラウマになり、「好きになった人はいなくなってしまうのではないか」という不安を抱えていたため恋に臆病になっていた。先に挙げた両親の失踪もあり、姉には消費者金融で金を借りることを固く禁じている。
致命的な弱点として挙げられるのが極度の高所恐怖症であり、これだけは克服することはできていない。生徒会室のある時計塔から見える絶景をほとんど見たことがなく（本人は「心の目で見てるから」と誤魔化している）、マラソン大会自由型の時もこの弱点を突かれてハヤテに敗れた（テレビアニメ第50話の美希と共に参加したクイズ大会では、それが逆に奮起を促してナギ・歩コンビに対して優勢に立ったが、形勢逆転後は気絶する形で自滅した）。飛行機には乗れることは乗れるが、離陸前から着陸まで爆睡してやり過ごしていた。飛行機やヘリなんかこの世から無くなってしまえばいい、と語るほど怖れている。ハヤテや歩に誘われて高い所から景色を見る羽目になった時は、この2人になだめられるまで怯え、動揺していた。また、幽霊にも弱く人魂なども苦手としている。
責任感が強く筋の通った性格だが、ナギ以上の負けず嫌い（本人は否定しているが後に自覚し始める）で、納得がいかないことには勝ち負けにこだわる一面も見せる。それが高じてハヤテを困らせることもあった。ただし、アニメ第1期第28話の執事バトルでハヤテに敗れた際には、素直に負けを認めている。歩に高所恐怖症だと指摘されたときは赤面しながら否定し、強引に外を見ようともしていた。ハヤテや歩が「似ている」と思うほどナギと性格が似ているが、作者曰く「ナギの成長した姿がヒナギク」であるとのこと。弱気になる度に自分は白皇学院の生徒会長だと自分にハッパをかけている。また、シラヌイを拾うなど困っている人や弱者を放っておけない性格でもある。作者曰く、ヒナギクは正義の味方でもあるとのことである。
助けたスズメに「チャー坊」・タヌキに「ポコ吉」と名付けるなど、ネーミングセンスが変わっていて、学院内で親しくなったアテネを「アーたん」と呼ぼうとしたが、アテネに拒絶されたことがある。
真面目ゆえに怒りっぽい性格で、そのせいかツッコミ役になることが多い。いつも怒られているハヤテ、ナギ、雪路、生徒会3人娘は悪いことをしたときヒナギクにバレるのを恐れており、不自然な笑顔をされた際には笑顔で怒っていると思われていた。ただし、怒られたことのない千桜などはそれほど怒り易くはないと思っており、ヒナギクが怒るのは雪路たちの自業自得であると言っている。歩は怒っているヒナギクに笑顔で返している。

## 対人関係
ハヤテに対しては、初対面から自分を名字ではなく名前で呼ばせるほど興味を示した（ただし、出会ったばかりの頃はハヤテの事は「綾崎君」と呼んでいた）。彼女もハヤテを「ハヤテ君」と呼ぶ（これは時計塔から落下しそうになった雪路をハヤテが助けたことがきっかけ）が、2月1日のマラソン大会で敗れたショックから、3月3日のヒナ祭り祭りまでは色々揉めたため「綾崎君」と呼んでいた。「親に借金を押しつけられ捨てられた」という共通の境遇もあって、徐々にハヤテに惹かれていく。当初は上記のトラウマによる不安のせいで自分のハヤテへの思いを認められずにツンデレのような一面を見せていたが、自身の誕生日に恋愛感情を自覚する。アニメ第1期48話ではとある日にハヤテと気分転換（デート）の最後に欲しがっていたぬいぐるみをハヤテから貰ったことで完全にハヤテへの好意を自覚した。
バレンタインデーでは、腑に落ちないものがありながらも初対面の歩を応援し、その後「ハヤテと歩が付き合っているんじゃないか?」と思い1週間ほど悶々とし続けた。付き合っていないと分かってほっとしたが、その後「私はあなたを応援するわ」と約束していたため、恋愛感情を自覚してからは彼女に対し後ろめたさを感じ、悩み続けることになる。下田に行く途中に車中でマリアに遠まわしに恋愛の相談をした時には、「裏切り」とバッサリ斬られた。ハヤテに会うまで恋をしたことがなく、それも自分の思いが恋愛感情だと自覚できなかった理由の一つである。なお、告白等はしていないがナギや美希には薄々感づかれているため、ナギはヒナギクの動向を警戒している。その後、咲夜の誕生日の夜に歩に対して「自分はハヤテの事が好き」だと宣言し、互いに恋のライバルとして認め合う。ハヤテから告白してきた場合は付き合うつもりでいるが、自分から告白したらなんだか負けた気がして悔しいので自分から告白はしないと言っている。しかし当のハヤテは彼女のツンデレ発言や叱咤を真に受け、彼女にものすごく嫌われていると誤解されている。その事を歩から伝え聞いた際には「心優しい女」として振る舞おうとし、ハヤテや雪路達に却って怖がられていた。歩曰く「好きな子はいじめたくなる」タイプ。なお、歩にハヤテを好きになった理由を聞かれた際には、一目惚れであったと話している。22巻にてハヤテにアテネとの関係を訊ね中々答えないハヤテに自分の思いを告げようとしたが、その直前にアテネへの想いを自覚したハヤテから「あの人は僕の好きな人です」という答えを聞いて硬直してしまい、この事で深く落ち込んでしまう。歩や雪路の励ましによってある程度は吹っ切る事が出来たが、それ以降、ハヤテにデリカシーの無い発言や行動をされる事が増えており、「何でハヤテ君の事なんか好きになっちゃったんだろう」とまで言っているが、彼への好意は変わってはおらず、相変わらずトラブルに巻き込まれたり無茶をするハヤテを気にかけている。
歩は彼女の大人っぽさに憧れているがヒナギクが早生まれのためか、作者は「西沢さんはお姉さんでヒナギクは妹」と思ってしまうとコメントしている。また、『ハヤテのごとく!公式ガイドブック』では、ハヤテにとってヒナギクは「強く、賢く、美しい、完璧超人」の象徴として、歩と対を成しているとコメントをしている。
グータラな姉・雪路とは何かとケンカが絶えず、四六時中借金の申込みを拒絶しているが、本当は姉のことを尊敬しており、雪路がファミレスで強盗をしたと勘違いしたときにはものすごいショックを受けていた（誤解と知った後も怒っていた）。それでも、雪路が金銭関係や他人の人生に関わるトラブルを起こすようなら一切容赦はしない。姉の幼馴染の京ノ介相手とはいえ、白皇学院のことを考え一度は雪路の解雇を勧告している。
父母は雪路ともども引き取ってもらった義理の親であるが、家族関係も良好でヒナギク自身大好きだと言っている。それでも今なお実の両親が大好きだったという発言もあり、巻末では実母を思い出して泣き出したこともある。
ナギのことは大切な友人と思っており、ナギにとっては甘やかしてくれない姉のような存在である。また、学校に来ないことも特に問題扱いはしていないが、たびたび学校や剣道部に来るように促してはいる。アニメ第1期第23話では風邪をひいたナギの見舞いに顔を出すなど、けっこう気を使っている。
マリアとも面識がある。ハヤテに関することで相談やアドバイスを受けているが、同時にマリアのストレート或いは遠まわしな表現に返り討ちに遭うことが多い。しかし、大人っぽく人生経験豊富そうな彼女を頼れる存在としている。
泉・美希・理沙の生徒会3人娘からは頼られる一方で、何かと世話を焼かされているが、長い付き合いでそれぞれをよく知る親しい仲である。特に美希はかなり近いところにいる。

## 装備・武装

### 木刀・正宗
ヒナギクの持ち武器。名匠として知られる刀鍛冶・正宗が作り出した木刀で、装備者の潜在能力を極限まで引き出す宝具である。反面、装備者の感情が高ぶりやすくなるため、感情を完璧に制御できないと、暴走する危険性がある。また、正宗自身にもある程度の意思が宿っている様で、ヒナギクが呼べばどこからともなく手中に現れる。GWには地球の反対側のミコノスの地下迷宮で召喚されている。
ロボットを一刀両断にしたり、ハヤテの必殺技の化身・マスター・ペストを一撃で撃破するなど、木刀でありながら並の金属刀剣類よりも遥かに鋭い切れ味と高い破壊力を持つ。また、ヒナギク自身の身体能力も高いとはいえ、ナギやマリアなどから「弱点が無い」と呼ばれているハヤテの動きを完璧に読み取らせるほどである。
元々は鷺ノ宮家代々の家宝であり、伊澄が教会地下迷宮探索用にヒナギクに貸し与えていた。その後正宗は一旦返却されたのだが、正宗がヒナギクを正当な所有者と認めて懐いてしまったため、ヒナギクに呼ばれる度に鷺ノ宮家から召還されている。
キング・ミダスとの戦いの際に白桜を継承した為、ハヤテに貸し与えられた。その際は伊澄にも力を分け与えられた為、刀身に光を纏い、キング・ミダスを容易に斬り裂いて撃破するほどの威力を発揮した。
以後は白桜を使用することが多くなったが、それ以降も正宗を使用することもある。
「大バブルクリスマスパーティー」で繰り広げられた姫神葵との最終決戦では、白桜との二刀流で使用されたが最終的に破壊された。

### 白桜
ヒナギクの新たな持ち武器。「王族の庭城（ロイヤル・ガーデン）」に存在した「王の剣」であり、かつてはハヤテの兄・イクサがそれを使い完全体のキング・ミダスを倒しアテネを開放している。
その後はアテネが所有しアテネの執事・マキナの体内に隠されており、その為、マキナはハヤテを圧倒するほどの力を有していた。
後にミダスに取り浸かれたアテネを救出する際に「主（アテネ）の制御がなくては力を発揮できない」と判断した銀華によってマキナの体内から取り出されヒナギクに貸し出されそのままヒナギクが所有者となる。
「白桜」と「ムラサキノヤカタ」は記憶と力を失い幼女化したアテネの復活にはなくてはならないものらしく、アテネは脅しをかけ白桜の現在の所有者であるヒナギクをムラサキノヤカタに入居させている。
正宗以上の力が秘められていると思われるもののそれが強調された描写はない。アテネ曰く黒椿に匹敵するとのこと。
『劇場版 ハヤテのごとく！ HEAVEN IS A PLACE ON EARTH』や第3期である『ハヤテのごとく！ CANT TAKE MY EYES OFF YOU』では、正宗同様にヒナギクの意思で召還され、召還の際や、敵を切り裂いた際に血しぶきの如く桜の幻影を噴きだす特性が描写された。
姫神葵との最終決戦では高所恐怖症を振り切ったヒナギクが空中飛行用の足場として使用したが、正宗と同様に破壊された為、決着は観客席にいた雪路から投げ渡された竹刀での一撃となった。

## 備考
- 第4巻のプロフィールによると一応サブキャラということになっているが、初登場以来登場キャラクター中最大級の人気を誇り、第1回人気投票では第2位のマリアの2倍以上、投票総数の約32%の票を獲得して第1位になった（マリアと3位のハヤテ（13位「綾崎ハーマイオニー」・19位「女装ハヤテ」も含む）の得票を足したとしても勝てるほど）。なお、ナギからは「自分（ナギ）とハヤテより下」と予想されたが結果、マリアとの新旧生徒会長ペアが1位と2位を制する形となった。第2回においても圧倒的な得票数で1位である（マリアも2位）、第3回でもマリアが5位と大幅に落ちる中で圧倒的な投票数で1位を獲得した。
- 人気のためか、アニメでの声優の発表がメインキャラ3人と同じタイミングになったり、原作では第4巻第4話が初登場だったのがアニメ第1期では第4話から登場していたり、文房具などのグッズがナギ・マリアと同じようにセットで作られたりと、メインキャラと同等の扱いをされることも多い。アニメ開始記念では、キャラしおりでメインキャラ3人とヒナギクのものを作られている。
- アニメの登場回数は第1期は登場しない話が多く、52話のうち登場するのは21話に留まる（執事通信を除く）。そのため、35話や44話のようにヒナギクは登場しないが、桂雪路や生徒会三人娘は登場する話も存在する。
- 2007年10月に「秋葉原エンタまつり2007」で開催された「ハヤテのごとく!キャラクター人気投票in秋葉原」においては、最終中間発表ではナギと400票近い差で1位だったが、最後の2日間でナギに追い抜かれ、90票の差で第2位となった。しかし、2008年4・5月の「ハヤテのごとく!キャラクター人気投票in大阪・日本橋」では2位のナギの約1.8倍の票を得て1位に返り咲いた。
- 作者曰く、ヒナギクとナギは他のキャラと比べて圧倒的に描きやすいとのこと[11]。
- コナミデジタルエンタテインメントより発売の『サンデー×マガジン 熱闘!ドリームナイン』では、サンデーオールスター（一部野球漫画を除くのサンデー作品に組成のチーム）の一員として参加している。
- 本誌2008年50号より実施された第2回人気投票では、4185票を獲得（得票総数の約25%）、V2を達成。

## ディスコグラフィ

### アルバム
|     | 発売日         | タイトル                | 規格品番  | オリコン 最高位 |
| --- | -------------- | ----------------------- | --------- | --------------- |
| 1st | 2009年2月25日  | HiNA                    | GNCA-1720 | 21位            |
| 2nd | 2011年12月21日 | HiNA2 Spring has come!! | GNCA-1721 | 29位            |
| 3rd | 2013年9月25日  | HiNA3 Message           | GNCA-1723 | 31位            |

### その他参加作品
| 発売日  | 商品名                                                        | 歌                                                                                         | 楽曲                                             | 備考 |
| 2007年  | 2007年                                                        | 2007年                                                                                     | 2007年                                           | 2007年                                                                                                   |
| ------- | ------------------------------------------------------------- | ------------------------------------------------------------------------------------------ | ------------------------------------------------ | --- |
| 7月25日 | ハヤテのごとく！ キャラクターCD4 桂ヒナギク                   | 桂ヒナギク（伊藤静）                                                                       | 「Power of Flower」 「白皇学院生徒会心得」       | テレビアニメ『ハヤテのごとく！』関連曲                                                                   |
| 7月25日 | ハヤテのごとく！ キャラクターCD EXTRA「白皇学院校歌」         | 綾崎ハヤテ（白石涼子）、マリア（田中理恵）、三千院ナギ（釘宮理恵）、桂ヒナギク（伊藤静）   | 「白皇学院校歌」                                 | テレビアニメ『ハヤテのごとく！』関連曲                                                                   |
| 8月24日 | ハヤテのごとく！ ドラマCD1/綾崎ハーマイオニーと秘密の課外授業 | 桂ヒナギク（伊藤静）                                                                       | 「愛と情熱のカルナバル」                         | テレビアニメ『ハヤテのごとく！』関連曲                                                                   |
| 2008年  |                                                               |                                                                                            |                                                  | |
| 1月25日 | ハヤテのごとく！ キャラクターCD9 桂雪路                       | 桂雪路（生天目仁美） with 桂ヒナギク（伊藤静）                                             | 「自由賛歌！」                                   | テレビアニメ『ハヤテのごとく！』関連曲                                                                   |
| 3月21日 | ハヤテのごとく！ キャラクターCD12 白皇学院生徒会長            | 桂ヒナギク（伊藤静）                                                                       | 「100点満点なんかじゃない！」                    | テレビアニメ『ハヤテのごとく！』関連曲                                                                   |
| 2009年  |                                                               |                                                                                            |                                                  | |
| 3月6日  | 「ハヤテのごとく!」キャラクターカバーCD 〜選曲:畑健二郎〜     | 桂ヒナギク（伊藤静）                                                                       | 「残酷な天使のテーゼ」                           | テレビアニメ『ハヤテのごとく！』関連曲                                                                   |
| 3月25日 | ハヤテのごとく! 白皇学院生徒会校内放送CD2                     | 桂ヒナギク（伊藤静）、西沢歩（高橋美佳子）                                                 | 「ふたりの『ごめんね』」                         | テレビアニメ『ハヤテのごとく！』関連曲                                                                   |
| 6月10日 | 本日、満開ワタシ色!                                           | 桂ヒナギク（伊藤静） with 白皇学院生徒会三人娘                                             | 「本日、満開ワタシ色！」                         | テレビアニメ『ハヤテのごとく!!』前期エンディングテーマ                                                   |
| 6月10日 | 本日、満開ワタシ色!                                           | 桂ヒナギク（伊藤静） with 桂雪路（生天目仁美）                                             | 「本日、満開ワタシ色！ 〜愛の手ver.〜」          | テレビアニメ『ハヤテのごとく!!』関連曲                                                                   |
| 6月10日 | 本日、満開ワタシ色!                                           | 桂ヒナギク（伊藤静） with 西沢歩（高橋美佳子）                                             | 「本日、満開ワタシ色！ 〜逢いの手ver.〜」        | テレビアニメ『ハヤテのごとく!!』関連曲                                                                   |
| 6月24日 | ハヤテのごとく！ キャラクターCD 2nd series 02 桂ヒナギク      | 桂ヒナギク（伊藤静）                                                                       | 「Do my Best!」 「I miss You」                   | テレビアニメ『ハヤテのごとく!!』関連曲                                                                   |
| 2011年  |                                                               |                                                                                            |                                                  | |
| 9月21日 | ハヤテのごとく！ キャラクターCD COLLECTION/三千院ナギ&マリア  | HAYATE's COMBAT FRIENDS                                                                    | 「ピeeeeeeeeeeeeeス！ 〜ひつじの手もかりたい〜」 | テレビアニメ『ハヤテのごとく!!』関連曲                                                                   |
| 2013年  |                                                               |                                                                                            |                                                  | |
| 2月13日 | Advance                                                       | 桂ヒナギク（伊藤静） & ハクア（早見沙織）                                                  | 「Advance」 「つよがりサンセット」               | ライブイベント『ハヤテのごとく!×神のみぞ知るセカイ・ジョイントコンサート2013 『本日、満開桜色!』』関連曲 |
| 4月10日 | 奇跡のドア                                                    | 桂ヒナギク（伊藤静） & 中川かのん（東山奈央）                                              | 「ピンク・デコ・モーション」                     | ライブイベント『ハヤテのごとく!×神のみぞ知るセカイ・ジョイントコンサート2013 『本日、満開桜色!』』関連曲 |
| 4月10日 | 奇跡のドア                                                    | 桂ヒナギク（伊藤静）、中川かのん（東山奈央）、ハクア（早見沙織）、水蓮寺ルカ（山崎はるか） | 「奇跡のドア」                                   | ライブイベント『ハヤテのごとく!×神のみぞ知るセカイ・ジョイントコンサート2013 『本日、満開桜色!』』関連曲 |
| 5月29日 | 春ULALA♥LOVEよ来い!!!                                         | 桂ヒナギク（伊藤静）                                                                       | 「春ULALA♥LOVEよ来い!!!」                        | テレビアニメ『ハヤテのごとく! Cuties』オープニングテーマ                                                 |
| 5月29日 | 春ULALA♥LOVEよ来い!!!                                         | 桂ヒナギク（伊藤静）                                                                       | 「ダイキライは恋のはじまり」                     | テレビアニメ『ハヤテのごとく! Cuties』エンディングテーマ                                                 |